# Диас Рохас, Марсело
Марсе́ло Альфо́нсо Ди́ас Ро́хас (исп. Marcelo Alfonso Dias Rojas; 30 декабря 1986, Сантьяго) — чилийский футболист, полузащитник клуба «Либертад».

## Биография

### Клубная карьера
Марсело — воспитанник клуба «Универсидад де Чили». За этот клуб он играл 7 лет, выиграв за это время 6 трофеев (5 командных и 1 индивидуальный), проведя в его составе 205 матчей и забив 10 мячей. В 2010 году Диаса отдавали в аренду в «Депортес Ла-Серена».
В 2012 году его подписал швейцарский «Базель». Контракт чилийца с «красно-синими» был рассчитан на 4 года с возможностью продления. Зимой 2015 года Диас перешёл в «Гамбург». 1 июня, в гостевом матче против «Карслруэ», он забил мяч в компенсированное время второго тайма, спасший «Гамбург» от первого в истории вылета из Бундеслиги.
15 января 2016 года Диас перешёл в испанский клуба «Сельта».

### В сборной
С 2011 года Диас призывается в сборную Чили. В 2014 году в её составе он принял участие на чемпионате мира в Бразилии. В 2015 году Диас в составе сборной выиграл Кубок Америки. Он вышел в стартовом составе во всех шести матчах и попал в символическую сборную турнира.

## Достижения
«Универсидад де Чили»
- Чемпион Чили (4): Ап. 2009, Ап. 2011, Кл. 2011, Ап. 2012
- Обладатель Южноамериканского кубка (1): 2011

«Базель»
- Чемпион Швейцарии (2): 2012/13, 2013/14

Чили
- Победитель Кубка Америки: 2015, 2016